# Thomas Litscher
Thomas Litscher, né le 14 mai 1989, est un coureur cycliste suisse spécialiste de VTT cross-country.

## Palmarès

### Championnats du monde
- Fort William 2007
  -  Champion du monde du relais mixte
  -  Champion du monde de cross-country juniors
- Mont Sainte-Anne 2010
  -  Champion du monde du relais mixte
  -  Médaillé d'argent du cross-country espoirs
- Champéry 2011
  -  Champion du monde de cross-country espoirs
  -  Médaillé d'argent du relais mixte
- Canberra 2012
  -  Médaillé de bronze du cross-country espoirs
- Cairns 2017
  -  Médaillé de bronze du cross-country
- Leogang 2020
  -  Médaillé de bronze du relais mixte
- Les Gets 2022
  -  Médaillé de bronze du cross-country short track

### Coupe du monde
- Coupe du monde de cross-country
  - 2018 : 23e du classement général
  - 2019 : 26e du classement général
  - 2021 : 24e du classement général
  - 2022 : 13e du classement général
  - 2023 : 17e du classement général
  - 2024 : 29e du classement général

- Coupe du monde de cross-country short track
  - 2022 : 10e du classement général
  - 2023 : 24e du classement général
  - 2024 : 8e du classement général

### Championnats d'Europe
- 2007
  -  Champion d'Europe du cross-country juniors
  -  Champion d'Europe du relais mixte
- 2009
  -  Médaillé d'argent du cross-country espoirs
  -  Médaillé d'argent du relais mixte
- 2010
  -  Champion d'Europe du relais mixte
- 2011
  -  Médaillé d'argent du relais mixte
  -  Médaillé de bronze du cross-country espoirs
- 2020
  -  Médaillé de bronze du relais mixte
- 2022
  - 5e du cross-country
- 2023
  -  Médaillé de bronze du cross-country short track
  - 8e du cross-country
- 2024
  -  Médaillé de bronze du relais mixte
- 2025
  -  Médaillé d'argent du short-track

### Championnats de Suisse
- 2012
  -  Champion de Suisse de cross-country eliminator
- 2013
  - 2e du cross-country eliminator
- 2014
  - 3e du cross-country eliminator
- 2023
  -  Champion de Suisse de cross-country short track

## Distinctions
- Meilleur espoir suisse de l'année : 2011